# Ritmo bellunese
Il Ritmo bellunese è una delle prime attestazioni dell'uso letterario del volgare in Italia, conservatosi tramite una copia cinquecentesca, che ora si trova presso il Museo Civico di Belluno.

## Contenuto
Composto alla fine del XII secolo, tramanda gli avvenimenti del Comune di Belluno negli anni 1193-1196. In particolare è narrata la guerra che Belluno, in alleanza con Feltre, intentò contro Treviso e che le permise la conquista di territori prossimi alla città.
Nella quartina seguente, in decasillabi epici, è descritta la distruzione di Castel d'Ardo, avamposto trevigiano nei pressi di Trichiana, i cui pezzi vennero gettati nel fiume. E lo scortare di sei cavalieri di Treviso a Belluno città vincitrice.
I lo getà tutto intro lo flumo d'Ard.

Sex cavaler de Tarvis li plui fer.

Con se duse li nostre cavaler.»

## Lingua
Linguisticamente presenta già tratti tipici del veneto moderno come la 3ª persona plurale maschile del verbo con il clitico ("i lo getà", modernamente "i lo ga getà", "i l'à getà"), con sfumature specifiche della variante settentrionale come l'ampia caduta vocalica (part, tut, cavaler, flum) tuttora presente nel feltrino-bellunese e nel trevigiano di sinistra-piave. Tuttavia, secondo Migliorini vi si nota una certa ricerca di superdialettalità, particolarmente evidente nella reintegrazione della vocale finale in “tutto” e “flumo”. Sopravvive il passato remoto, tratto arcaico oggi completamente scomparso.